# Der Todesking
Der Todesking (El Rey de la Muerte) es una película alemana realizada por Jörg Buttgereit en 1989.
Se divide en siete episodios - uno por cada día de la semana – que se centran en el tema del suicidio o la muerte violenta. El hilo conductor es un cuerpo humano que se descompone lentamente a lo largo de la película, así como una carta misteriosa en un sobre marrón que aparece en varias escenas.

## Argumento
Lunes: 
Un hombre vuelve a casa, llama a su jefe para presentar su dimisión, escribe unas cartas misteriosas, limpia su piso y se suicida en su bañera. Su muerte es simultánea a la de su pez, el único ser que ha compartido su vida.
Martes:
Un hombre presta un video en una videoteca. Se trata de una película en la que unos soldados torturan y castran a un prisionero en un campo de concentración. Cuando la novia del hombre vuelve a casa, arma un escándalo, y él la mata con un fusil. Se revela que este episodio se muestra en la pantalla TV en la habitación de un desconocido que se ha ahorcado.
Miércoles:
Un hombre y una chica se encuentran en un parque bajo la lluvia. El hombre cuenta a la chica su vida sexual catastrófica que le ha hecho matar a su mujer. La chica saca un revolver para matarle, pero el hombre lo coge y se tira una bala en la boca.  
Jueves:
Un puente de autopista. Se muestran los nombres de los suicidas que han saltado al vacío. 
Viernes:
Una mujer, sola en su piso, comiendo bombones, observa a una joven pareja que vive en un piso vecino. Ella se duerme y en su sueño ve a sus padres a los que sorprende durante el coito. La cámara muestra a la joven pareja, muerta sobre su cama.
Sábado:
Una mujer se arma de una cámara y de un fusil. Ella prepara lo que considera como la apoteosis de su vida frustrada, la matanza filmada de varios espectadores de un concierto de rock en la que ella misma perderá su vida.
Domingo:
Un hombre, solo en una cama, se golpea numerosas veces violentemente la cabeza contra el muro, con  la intención manifiesta de matarse.

## Ficha de película
- Título : Der Todesking
- Título español : El rey de la muerte
- Realización : Jörg Buttgereit
- Guion : Jörg Buttgereit y Franz Rodenkirchen
- Producción : Manfred O. Jelinski
- Música : Hermann Kopp, Daktari Lorenz, John Boy Walton
- Género : Tragédia, Horror
- Duración : 74 minutos

## Distribución
- Hermann Kopp : Lunes
- Heinrich Ebber : Martes
- Hille Saul : Soldado en el episodio Martes
- Mark Reeder : Soldado en el episodio Martes
- Jörg Buttgereit : Víctima en el episodio Martes
- Michael Krause : Miércoles
- Susanne Betz : Chica en el episodio Mercredi
- Eva-Maria Kurz : Mujer en el episodio Vendredi
- Angelika Hoch : Sábado
- Nicolas Petche : Domingo